# Municipio de Huépac
El Municipio de Huépac es uno de los 72 municipios en que se encuentra dividido el estado mexicano de Sonora, su cabecera es el pueblo de Huépac.

## Demografía
De acuerdo a los resultados del Censo de Población y Vivienda de 2020 realizado por el Instituto Nacional de Estadística y Geografía, la población total de Huépac es de 943 habitantes, de los cuales 494 son hombres y 449 son mujeres.

### Localidades
El municipio de Huépac tiene un total de 7 localidades, las principales y su población en 2020 son las que a continuación se enlistan:
| Localidad             | Población |
| Total Municipio       | 943       |
| Huépac                | 685       |
| Ranchito de Huépac    | 123       |
| Ojo de Agua de Huépac | 93        |
| La Bombita Dos        | 35        |